# Badister reflexus
Badister reflexus är en skalbaggsart som beskrevs av Leconte. Badister reflexus ingår i släktet Badister och familjen jordlöpare. Inga underarter finns listade i Catalogue of Life.